# エル・アフウェイン
エル・アフウェイン (El Afweyn, ソマリ語: Ceelafweyn、アラビア語: الافوین) はソマリランド東部のサナーグ地域にある町。エル・アフウェイン地区の行政中心都市。

## 遺跡
エル・アフウェインには先史時代の洞窟や岩石彫刻などの考古学的遺跡がある。
1972年、ソマリアとソビエトの合同探検隊がこれらの岩石彫刻を調査するためにエル・アフウェインを訪問した。
エル・アフウェインには複数のケルン（人工的な積み石）があり、町の近くにはGod-Harduneという岩絵の遺跡がある。

## 生態系
エル・アフウェインには多様な動植物が住み、例えばツメナガセキレイ、ハジロクロハラアジサシ、ムシクイ類、サヨナキドリ、カンムリサギ、エジプトハゲワシ、トサカムクドリ、ミミヒダハゲワシなどが見られる。

## 経済
エル・アフウェインの主要産業は牧畜である。この町にはアフリカの角でも最大級の家畜市場がある。この家畜市場でソマリ族の居住領域のあらゆる家畜が集約され、町の収入の多くの割合を占めている。

## 教育
エル・アフウェインにはAadan Abokor Qorsheel School、the Nugaal Primary and Intermediate Schoolなど、9つの小中学校がある。

## 人口動態
2005年時点のエル・アフウェインの総人口は12,159人。主な氏族はイサックのハバル・ジェロ支族のビシーデ支族。同じくイサック氏族のハバル・ユーニスも住む。

## 政治家
- 市長 (Maayarka Degmada Ceel-Afweyn, duqa degmada Ceel-afweyn)
  - Mursal Askar Mire[10]
  - Cabdiraxiim Aw Yuusuf Axmed[11]

## 歴史

### イサック虐殺
ソマリアの第3代大統領モハメド・シアド・バーレは、国内で反乱が相次ぐようになり、特に北西部のイサック氏族が作った軍閥ソマリ国民運動 (SNM) が敷設した地雷でソマリア軍の陸軍将校が死亡した事件の報復として、1988年10月にイサック虐殺と呼ばれる事件を起こし、エル・アフウェイン周辺では300人以上が殺害され、ソマリア空軍による空爆も行われた。エル・アフウェイン地区の村々ではソマリア軍による焦土作戦の被害が大きく、食料や医療品が不十分な状態で郊外に避難した。

### プントランド内戦の影響
2000年7月、エル・アフウェインは洪水の被害がサナーグ地域で最も深刻であると報じられている。
2001年7月、プントランド政府は「プントランド共和国暫定憲法」を制定し、エル・アフウェイン地区とエリガボ地区北東部を除くサナーグ地域が自国領だと宣言している（つまりエル・アフウェイン地区はプントランドではないと言っている）。
2002年、当時のプントランド大統領のアブドゥラヒ・ユスフを首都ガローウェから追放し、一時的に大統領職に就いていたジャマ・アリ・ジャマーは、2002年にアブドゥラヒ・ユスフに反撃されてエル・アフウェインに退却している。軍隊は両者が和解する2003年初めまでエル・アフウェインに駐留した。別の情報源によれば、プントランド軍がエル・アフウェインの民兵を降伏させたとされている。

### その後
2005年、共に地域王（Boqor）を名乗るオスマン・アウ・モハムド (Buurmadow)とAxmed Cali Ducaaleが和解した。この和解にはソマリランド長老院も尽力した。
2010年頃には治安が安定しており、野党平和統一開発党の党首が選挙演説をしたことが報じられている。
2012年、ソマリランド政府は安全な2012-料水を供給するため、中央政府が全額資金を提供して350メートルの井戸を掘り、1000以上の家庭に水を供給した。
2015年、放牧地、水資源、政治的主導権を巡って2つの氏族が対立し、エル・アフウェイン周辺も舞台の一部となった。
2018年7月中旬に、ソマリランド政府主導による平和開発アカデミー（AFD）の協力を得て、紛争が一旦解決した。しかし早くも9月に再び死者が出る戦闘が発生している。
2018年9月23日、エリガボとエル・アフウェインの間の道路が開通した。
2019年11月5日、エル・アフウェインで対立する2氏族の和平協定が発表された。
2020年5月27日、エル・アフウェイン地区で違法に伐採された材木をソマリランド環境省が押収し、森林の管理を国が管理すると発表した。